# 임유석
임유석(林侑奭, 2001년 1월 15일 ~ )는 대한민국의 축구 선수로, 포지션은 센터백, 공격형 미드필더, 왼쪽 풀백이다. 현재 대전 하나 시티즌에서 거제시민로 군 복무 하고 있다.